# Mary Jane Watson
Mary Jane Watson é uma personagem que aparece nas histórias em quadrinhos do Homem-Aranha e, recentemente, nas histórias do Homem de Ferro, publicadas pela Marvel Comics. Mary Jane é a filha mais nova de Philip Watson e Madeline Watson, a irmã de Gayle Watson e sobrinha de Anna Watson. Anna apresentou Mary Jane à vizinha e amiga May Parker, cujo sobrinho é Peter Parker. Mary Jane é atriz, modelo, dançarina, cantora, jornalista e assistente executiva das Indústrias Stark.

## Publicação
A primeira aparição de Mary Jane aconteceu na vigésima quinta edição de The Amazing Spider-Man, porém seu rosto e seus atributos físicos não foram revelados. Seis meses depois, na edição de número 42, o rosto e as feições da personagem foram revelados.
Desde que o romance entre Betty Brant — antiga secretária de JJ Jameson — se tornou inviável, devido ao fato da moça culpar o Homem-Aranha pela morte de seu irmão, os artistas que elaboravam as histórias na época, Stan Lee e Steve Ditko, decidiram introduzir Mary Jane como o novo interesse romântico da série. Todavia, não houve consenso sobre a aparência da nova personagem: Stan Lee a queria bonita, enquanto Steve Ditko, fiel a proposta de realismo das histórias, preferia que a moça fosse feia. A indefinição durou vários meses, fazendo com que Mary Jane aparecesse sempre com o rosto encoberto. Ironicamente, a indecisão abriu espaço para outra personagem, a loira Gwen Stacy, que entrou em meio aos flertes de Peter com a sua vizinha Mary Jane e, já na faculdade, após várias brigas, passariam a namorar. Com a saída de Steve Ditko da Marvel Comics e a sua substituição por John Romita, Sr. é que Stan Lee impôs sua vontade: Mary Jane apareceu como uma ruiva belíssima.
Com a saída de Steve Ditko, o novo roteirista, Gerry Connway, decidiu a morte de Gwen Stacy para reacender o romance entre Peter Parker e Mary Jane — numa tenebrosa, mas clássica, história em que o Duende Verde foi o vilão. Sem as duas possíveis rivais pela frente, Mary Jane enfim se casou com Peter Parker, entretanto só foi possível efetuar o casamento quando os roteiristas dos anos 80 mudaram a personagem — transformando-a de uma adolescente inconsequente para uma garota com problemas familiares.

## Personalidade
Mary Jane é retratada como moderna, de personalidade forte e sedutora e de aparência chamativa que desperta, ao mesmo tempo, atração e repúdio em Peter Parker. Ela adora sair para festas e namorar, ainda que declare muitas vezes não desejar um relacionamento sério.
Mary Jane usa de indiretas e jogos de sedução com Peter, que propõe um casamento à moça por duas vezes, às quais ela recusa, dizendo que seu sentimento sobre Parker é só amizade. Inclusive, Mary Jane só muda esta posição quando o envolvimento de Peter em sua vida pessoal e familiar aumenta trazendo a tona que ela realmente ama o cabeça de teia.
O relacionamento entre Mary Jane e Peter Parker é sempre conturbado, tanto na vida pessoal de Peter quanto em suas aventuras como Homem-Aranha — o que compõe o estilo dos quadrinhos do Cabeça de Teia, que trazem elementos novelísticos, segundo Joe Quesada.
Há quem julgue Mary Jane como uma anti-heroína, já que ela foge dos padrões normais de uma "mocinha". No contraponto, há quem considere que sua criação é de extrema genialidade, pois sua personalidade se mostra moderna até hoje.

## Em outras mídias

### Desenhos Animados
- Mary Jane aparece nas séries animadas Homem-Aranha: A Série Animada, The Spectacular Spider-Man, Ultimate Homem-Aranha e  Marvel's Spider-Man

### Filmes
- Nos filmes da primeira trilogia do Homem-Aranha, MJ foi interpretada por Kirsten Dunst em Homem-Aranha, Homem-Aranha 2 e Homem-Aranha 3.

- Na franquia The Amazing Spider-Man, foi confirmado que MJ seria interpretada pela atriz Shailene Woodley em O Espetacular Homem-Aranha 2: A Ameaça de Electro,[2] porém suas cenas foram cortadas.

- No filme de animação Spider-Man: Into the Spider-Verse a personagem é dublada por Zoë Kravitz

- Em 2017 Zendaya interpreta uma personagem chamada M.J. em Spider-Man: Homecoming, no entanto Kevin Feige declarou que a personagem não é a Mary Jane e que seria apenas uma homenagem ao amor do passado do Peter nos quadrinhos[3].

### Jogos
- Aparece em  Spider-Man de 2000
- Aparece em Spider-Man: The Movie de 2002
- Aparece em Spider-Man 2 de 2004
- Aparece em  Ultimate Spider-Man de 2005
- Aparece em Spider-Man 3 de 2007
- Aparece em Spider-Man: Web of Shadows de 2008
- Aparece em Spider-Man: Edge of Time de 2011
- Aparece em Marvel's Spider-Man de 2018